# Gustavo Magariños
Gustavo Magariños Morales de los Ríos (ur. 31 grudnia 1923 w Montevideo, zm. 17 stycznia 2014 tamże) – urugwajski koszykarz, uczestnik Letnich Igrzysk Olimpijskich 1948. Zawodnik Club Malvín Montevideo.
Magariños tylko raz wystąpił na igrzyskach olimpijskich. W Londynie (gdzie jego reprezentacja zajęła piąte miejsce), grał w co najmniej pięciu meczach, zdobywając 10 punktów (notując także osiem fauli).